# ورزشگاه بارگونا
ورزشگاه بارگونا (به لاتین: Barguna Stadium) یک ورزشگاه در بنگلادش است که در برگونه واقع شده‌است.